# Paul Groves
Pour les articles homonymes, voir Groves.
Paul Groves est un chanteur d'opéra (ténor) américain né le 24 novembre 1964 à Lake Charles en Louisiane.

## Carrière
- 1994 : il tient le rôle de Don Otavio dans le Don Giovanni de Mozart, mise en scène de Patrice Chéreau à Salzbourg.
- 1999 : Il est Faust dans La Damnation de Faust de Berlioz au festival de Salzbourg
- 1999 : il interprète le rôle de Admetos dans Alceste de Gluck en version française aux côtés d'Anne-Sofie Von Otter au Théâtre du Châtelet à Paris
- 2006 : Lors du festival Mozart à Salzbourg il est Tamino dans Die Zauberflöte (La flûte enchantée), aux côtés de René Pape (Zarastro)
- 2006 : il interprète le rôle de Pylade dans Iphigénie en Tauride (version française) de Gluck à l'opéra de Chicago. Il interpréta à nouveau ce rôle en juin 2007 à San-Francisco, puis en septembre 2007  à Londres et en décembre 2007 au Metropolitan Opera à New York.
- 2007 : il est Julien dans Louise de Gustave Charpentier à l'Opéra Bastille (Paris)
- 2007 : il interprète le rôle-titre de Faust de Charles Gounod
- juillet 2007 : Au théâtre des Champs-Élysées, il interprète aux côtés de Natalie Dessay des airs de Faust de Gounod, "Parigi o Cara"  (La traviata de Verdi
- 2008 : Il est Belmonte dans Die Entführung aus dem Serail (L'enlèvement au sérail) de Mozart.
- les 18 et 20 septembre 2008 il interprète la Missa Solemnis de Beethoven à la Salle Pleyel
- 13 et 14 septembre 2012 : Das Lied von der Erde (Le chant de la terre) de Gustav Mahler, au Victoria Hall de Genève, aux côtés du baryton Thomas Hampson, du chef d'orchestre Neeme Järvi et de l'Orchestre de la Suisse romande[1]

## Discographie sélective

### CD
- Hector Berlioz, Requiem, Paul Groves, ténor, SWR Sinfonieorchester, Baden Baden und Freiburg, Europachoir Akademie, dir. Sylvain Cambreling. CD Gior classics 2004

- l'Enlèvement au sérail de Mozart enregistré en mars et mai 1999 avec le Scottish Chamber Orchestra sous la direction de Charles Mackerras

### DVD
- La Damnation de Faust enregistré à Salzbourg en 1999 (Arthaus Music)
- Alceste enregistré au Chatelet en 1999 (Arthaus Music)
- Don Giovanni enregistré en 2005 (Deutsche Grammophon)
- Die Zauberflöte enregistrée à Salzbourg en 2006 (Decca)
- Lulu enregistré au Liceu de Barcelone en 2010 (Deutsche Grammophon)